# Husbyborg, Tierp

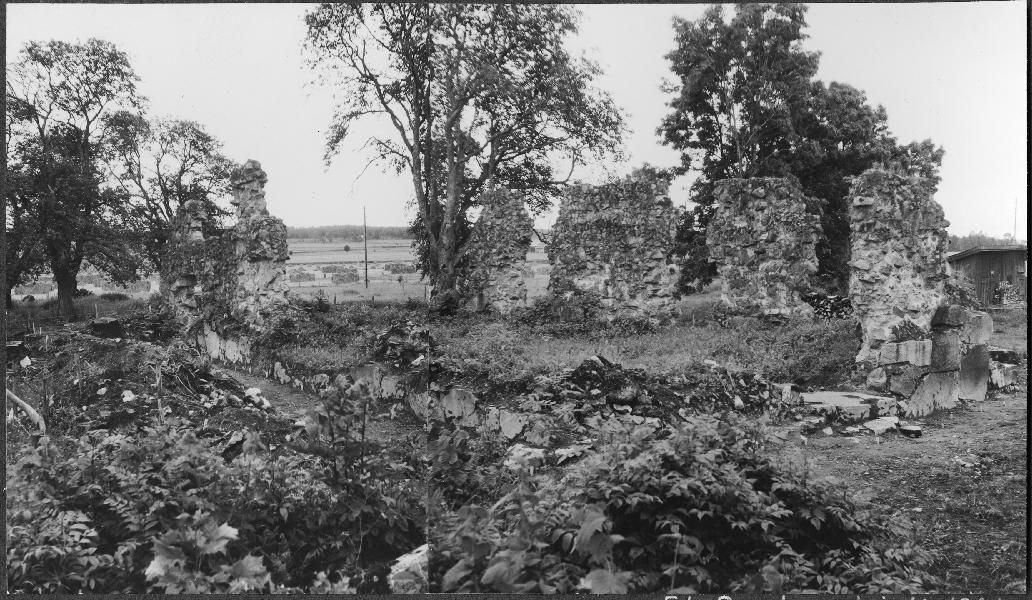
Husbyborgs kyrkoruin

Husbyborg (tidigare Husby) är en by i Tierps socken, Tierps kommun.
Byn är namngiven för den husby som tidigare var belägen här. 1334-1344 pantsatte kung Magnus kungsgården i Tierp till Gisle Elinesson (Sparre av Aspnäs) med tillhörande kvarnar, ålfiske i Kungsviken och fisket i Tämnaren. 1413 upptas en kungsgård med kvarn i Erik av Pommerns jordebok. 1541 fanns här tre kronohemman samt ett torp och en kvarn.
I Husby finns fortfarande synligt ruinerna efter en kyrka eller gårdskapell från sent 1200-tal eller tidigt 1300-tal. Denna kallas Husbyborg.   
Lars Skytte (af Sätra) fick i början av 1600-talet Husby som sätesgård, och lät bygga en Sätesbyggning här, samtidigt renoverade han kyrkoruinen och använde den som uthusbyggnad. 1691 drogs gården in till kronan och byggnaderna fick därefter förfalla. 